# Gnas (gmina)
Gnas – gmina targowa w Austrii, w kraju związkowym Styria, w powiecie Südoststeiermark. Liczy 6016 mieszkańców (1 stycznia 2019).